# Smetlivy
Le Smetlivy (en en russe : «Сметливый») est un destroyer lance-missiles de classe Kachine (Project 61) de la Marine russe . Mis en service en 1969, le navire a servi jusqu'en 1991 après la chute de l'Union soviétique. Il a repris du service après 1995 dans la flotte de la Mer Noire et est le plus ancien destroyer actif au monde entre 2011 et 2020. Il est désarmé en 2020 pour devenir un navire musée à Sébastopol .

## Historique
Commandé par l'Union soviétique au début des années 1960, le Smetlivy est mis en service en juillet 1966 et intégré à la flotte de la mer Noire soviétique en 1969. En 1990, le navire est mis en carénage pour réparation et modification. Le navire intègre la marine russe après l'effondrement de l'Union soviétique en 1991. Le navire revient au service en 1995, désormais armé du système de missile SS-N-25 Switchblade plus moderne.
En août 2008, le navire prend part à la guerre russo-géorgienne et fait partie d'un groupe de la flotte de la mer Noire imposant le blocus de facto de la République de Géorgie. En 2009, le navire est à nouveau mis en carénage pour des réparations, remis en service à la mi-2011 et impliqué dans des exercices navals russo-italiens en mer Méditerranée. En 2013, le Smetlivy est le dernier destroyer de classe Kachine en service dans la marine russe.
En novembre 2012, il est déployé au large de la bande de Gaza en prévision d'une escalade du conflit israélo-palestinien, et ce afin de rapatrier les ressortissants russes présents sur place. En 2013, il est envoyé au large des côtes syriennes en réponse aux tensions militaires et au renforcement des forces navales occidentales. Smetlivy retourne en Syrie en septembre 2015. Pendant le déploiement syrien, Smetlivy tire des coups de semonce sur un navire de pêche turc le 13 décembre 2015 après que le navire turc n'a pas répondu aux appels radio ou aux fusées éclairantes pour se détourner du destroyer. Le navire de pêche turc signale aux garde-côtes turcs qu'aucun coup de feu n'a été détecté depuis Smetlivy et qu'ils ont dépassé le navire russe statique à une distance d'un mille et poursuivi leur pêche sans être dérangés.

## Galerie

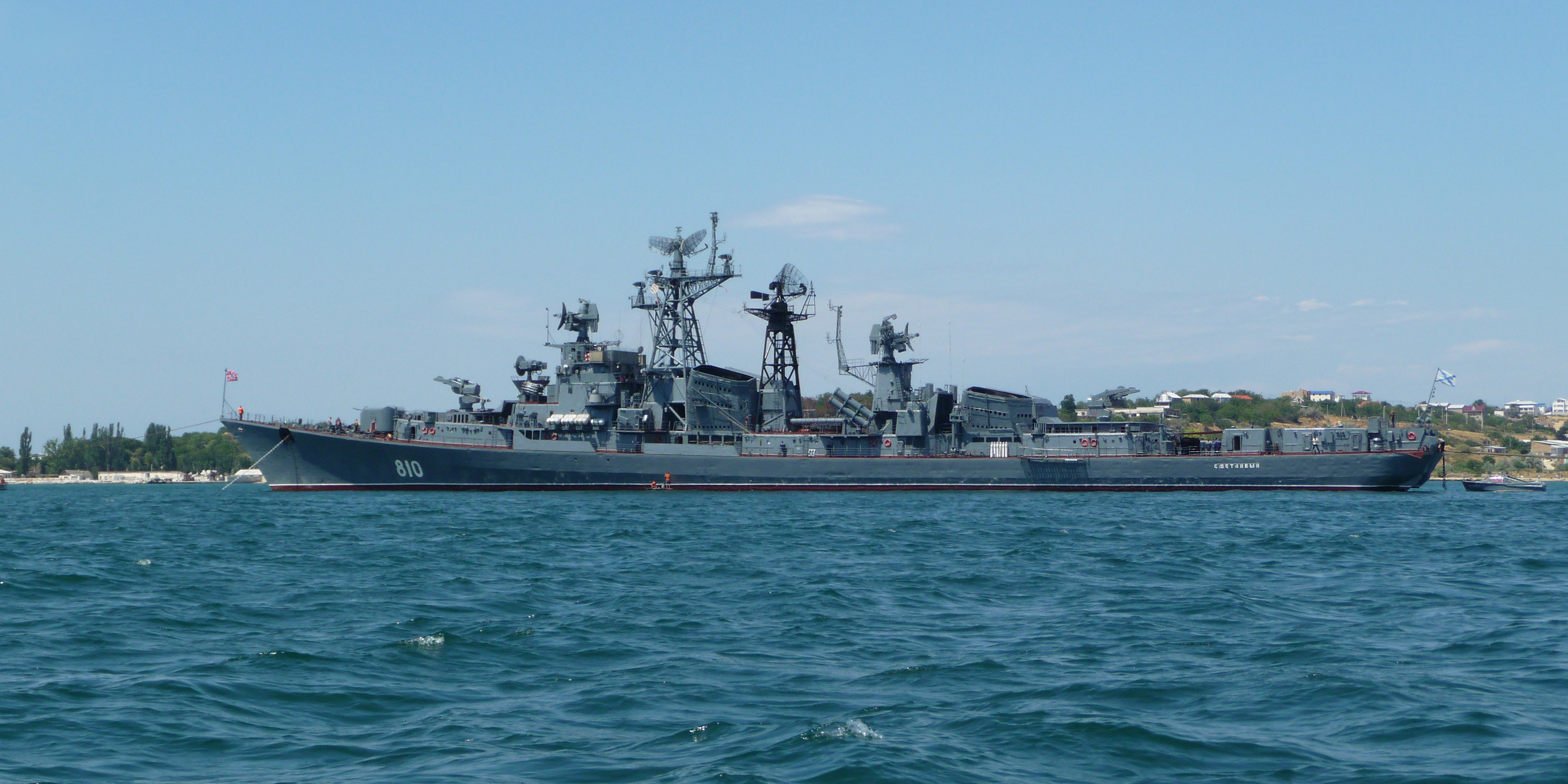
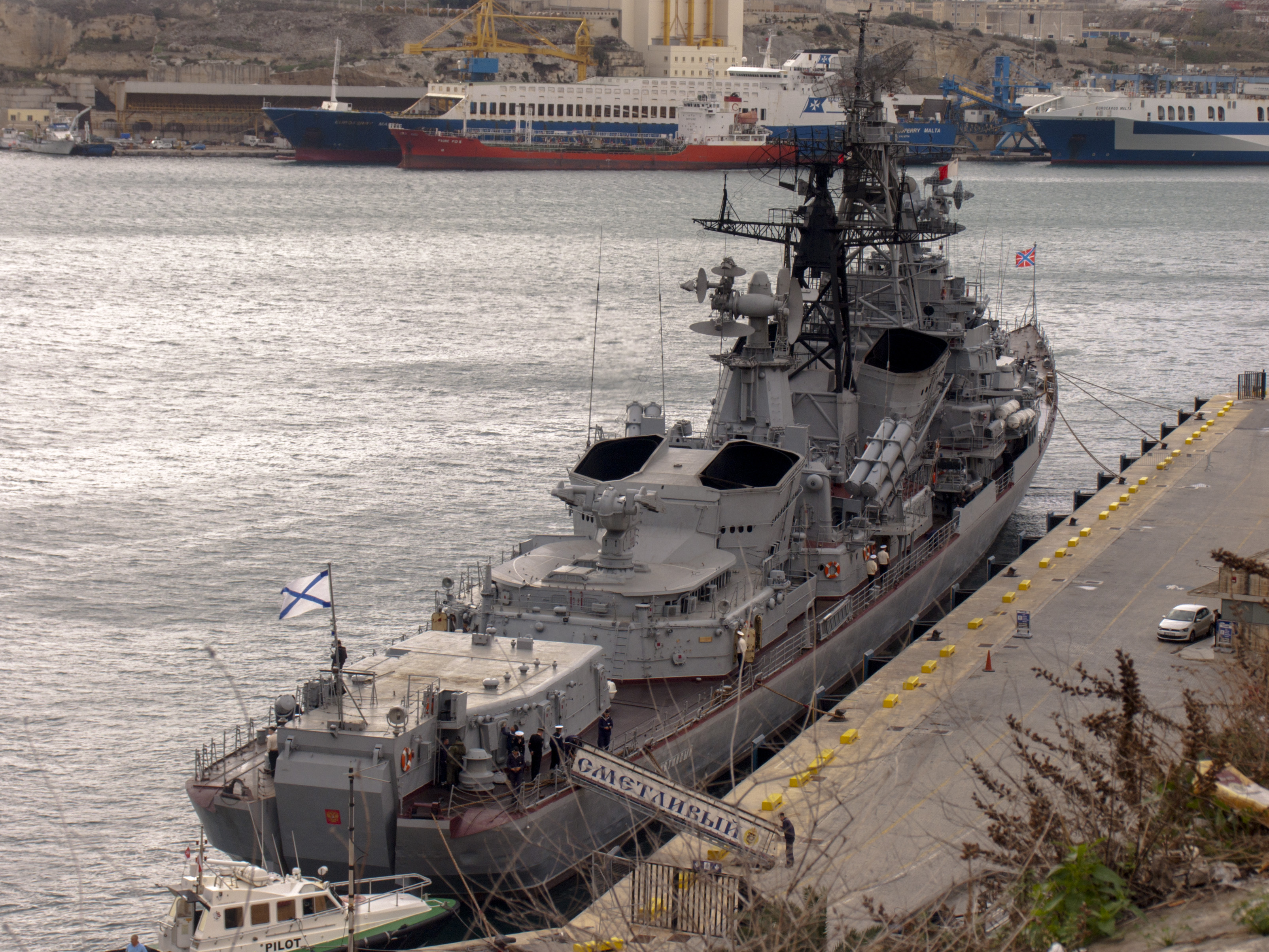
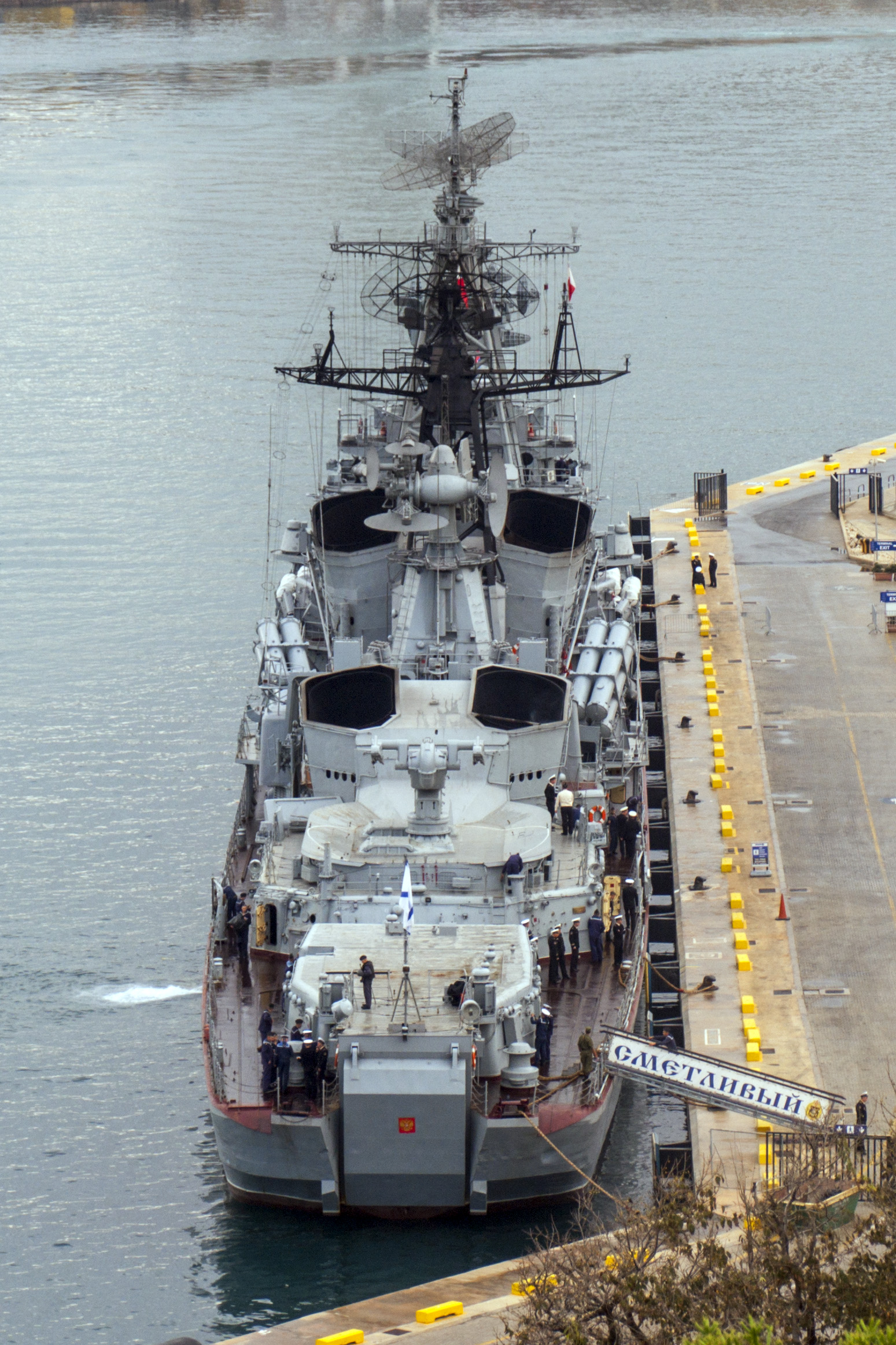